# Manfred Stohl
Manfred Stohl est un pilote de rallyes automobiles autrichien, né le 7 juillet 1972.

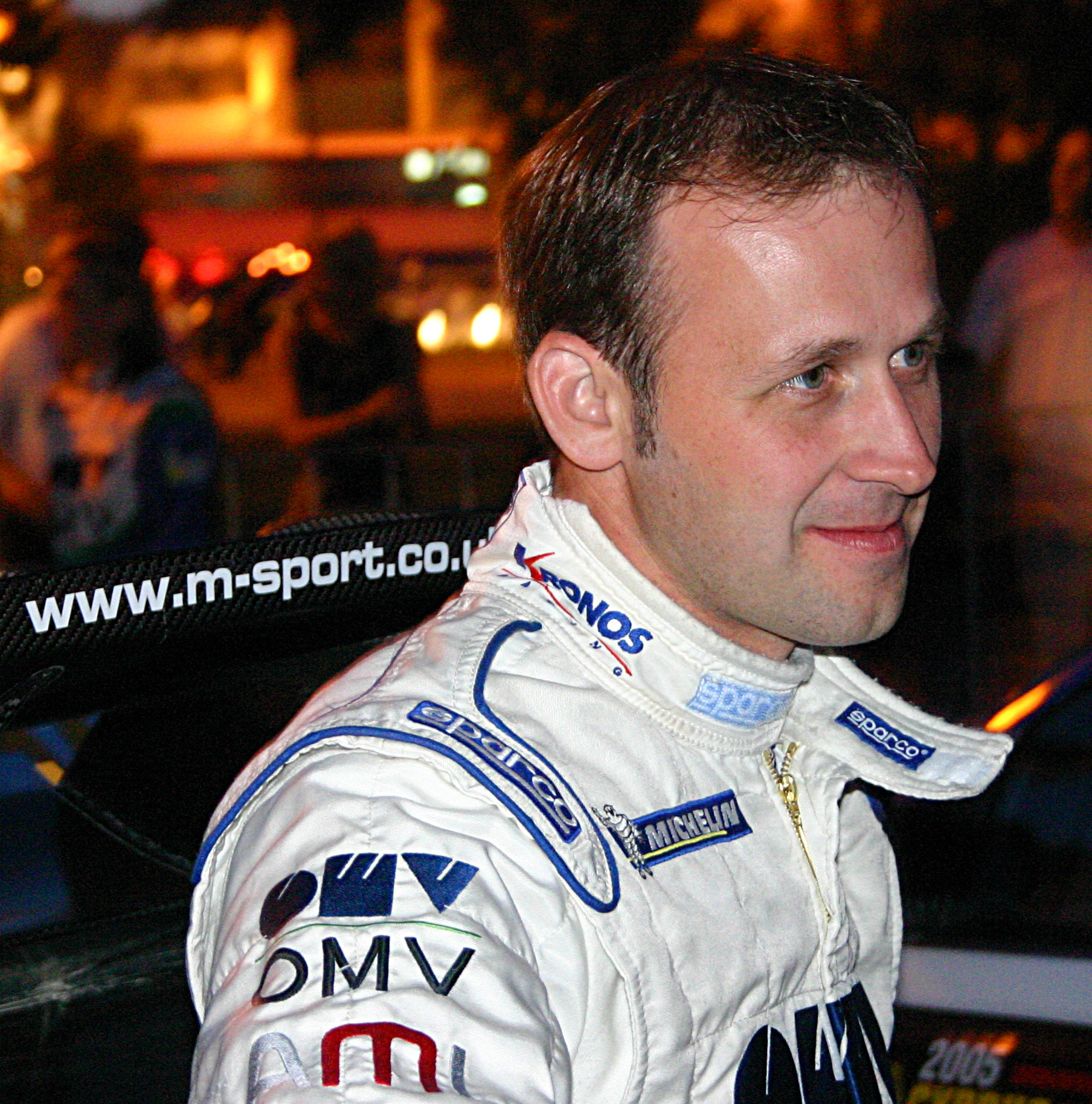
Manfred Stohl en 2005 à Chypre.

## Biographie

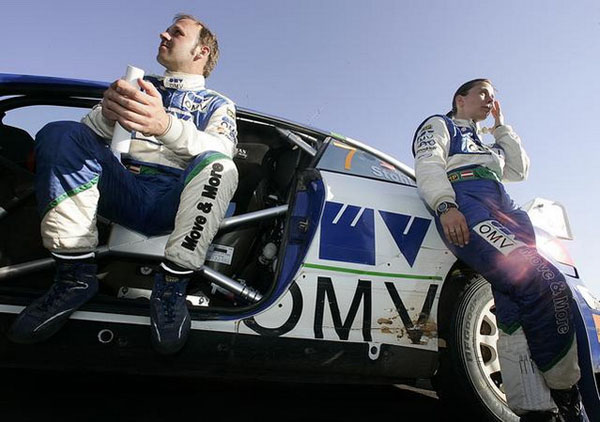
M. Stohl et sa compatriote Ilka Minor, vainqueurs du Rallye des Nations en 2009 sur Evo IX.

Ses débuts en compétitions en championnat du monde WRC remontent à 1991, au Rallye de Côte d’Ivoire Bandama. 126 rallyes plus tard, sa dernière course en mondial se produit au RAC Rally de 2007, encore après une saison pleine.
Ilka Petrasko, devenue Minor en 2003, fut à ses côtés régulièrement de 2001 à 2007 (précédée par Peter Müller de 1996 à 2001).
Sans victoire mondiale à son actif, il a néanmoins réalisé plusieurs performances étonnantes sur des voitures privées :
– en 2005, il a décroché deux podiums en WRC (2e à Chypre et 3e en Australie), et fini 9e du classement mondial, sur une Citroën Xsara WRC (copilote Ilka Minor);
– en 2006, il est monté quatre fois sur le podium (2e au RAC Rally, 3e au Mexique, en  Australie et en Nouvelle-Zélande) pour 9 places dans les 5 premiers (...et encore 4e à Monte-Carlo, en Argentine et à Chypre, et 5e en Allemagne et au Japon). Il a ainsi obtenu la 4e place du classement général mondial, sur Peugeot 307 CC WRC (même copilote).
Dans les années 2010, il participe à plusieurs rallyes autrichiens et chinois, participant aussi à la saison 2015 du championnat du monde de rallycross FIA, duquel il termine onzième, avec pour meilleur résultat une cinquième place en Italie.

## Palmarès en rallyes
- Champion du Monde des rallyes des voitures de production (P-WRC) : 2000 sur Mitsubishi Lancer Evo VI (copilote Peter Müller);
- Vice-champion du Monde des rallyes des voitures de production (P-WRC): 1998 (avec P.Müller);
- 3e du Championnat du monde des rallyes des voitures de production: 1997 et 2001;
- 4e du Championnat du monde des rallyes des voitures de production: 1999.

### 8 victoires en P-WRC
- 1998 : Rallye Monte-Carlo;
- 1998 : Tour de Corse;
- 1998 : RAC Rally;
- 2000 : Rallye Monte-Carlo;
- 2000 : Rallye de Nouvelle-Zélande;
- 2000 : Tour de Corse;
- 2000 : RAC Rally;
- 2001 : Rallye de Nouvelle-Zélande.

### 3 victoires en ERC
- 2001 : Rallye Waldviertel (Waidhofen an der Thaya), sur Toyota Corolla (copilote Peter Müller);
- 2002 : Rallye OMV (Vienne-Krieau - Krumbach, sur Ford Focus WRC (copilote Ilka Petrasko);
- 2002 : Rallye Waldviertel (Waidhofen an der Thaya), sur Ford Focus WRC (copilote Ilka Minor (ex-Petrasko));

(avec son Stohl Racing Team en 2002)
(1re épreuve européenne en 1994 au rallye Semperit, dernière en 2007 au rallye OMV-Waldviertel, pour 15 au total)

### Autre victoire
- 2009 : Rallye du Mexique.